# Papieżka
Papieżka – osiedle i część miasta Włocławek, znajdujące się w dzielnicy Wschód Przemysłowy.
Około 1865 r. Papieżka była folwarkiem, którego grunty, na podstawie odpowiedniego aktu notarialnego, miasto przekazywało zainteresowanym w wieczystą dzierżawę.